# W67 (核弾頭)
W67は、アメリカ合衆国が開発していた核弾頭。1960年代に開発されていたが1967年12月に開発中止となった。
熱核弾頭であり、ポセイドンC-3潜水艦発射弾道ミサイル（アメリカ海軍）およびミニットマン III大陸間弾道ミサイル（アメリカ空軍）共用のMIRV弾頭として、ローレンス・リバモア国立研究所で開発が進められた。再突入体も共用する計画であったが、共同開発は不調となり1967年12月に開発中止となった。1967年の開発中止後はポセイドン用としてW68が、ミニットマン向けとしてW78が開発・実用化された。